# 小行星10726
小行星10726（英語：10726 Elodie）是一颗绕太阳运转的小行星，为主小行星带小行星。该小行星于1987年1月发现。

## 轨道参数
小行星10726的轨道半长轴为358 082 126 km（2.3935971 UA），离心率为0.165。